# Holmeja
Holmeja – miejscowość (tätort) w Szwecji, w regionie administracyjnym (län) Skania, w gminie Svedala.
Według danych Szwedzkiego Urzędu Statystycznego liczba ludności wyniosła: 226 (31 grudnia 2015), 230 (31 grudnia 2018) i 229 (31 grudnia 2019).